# Freccia del Mare

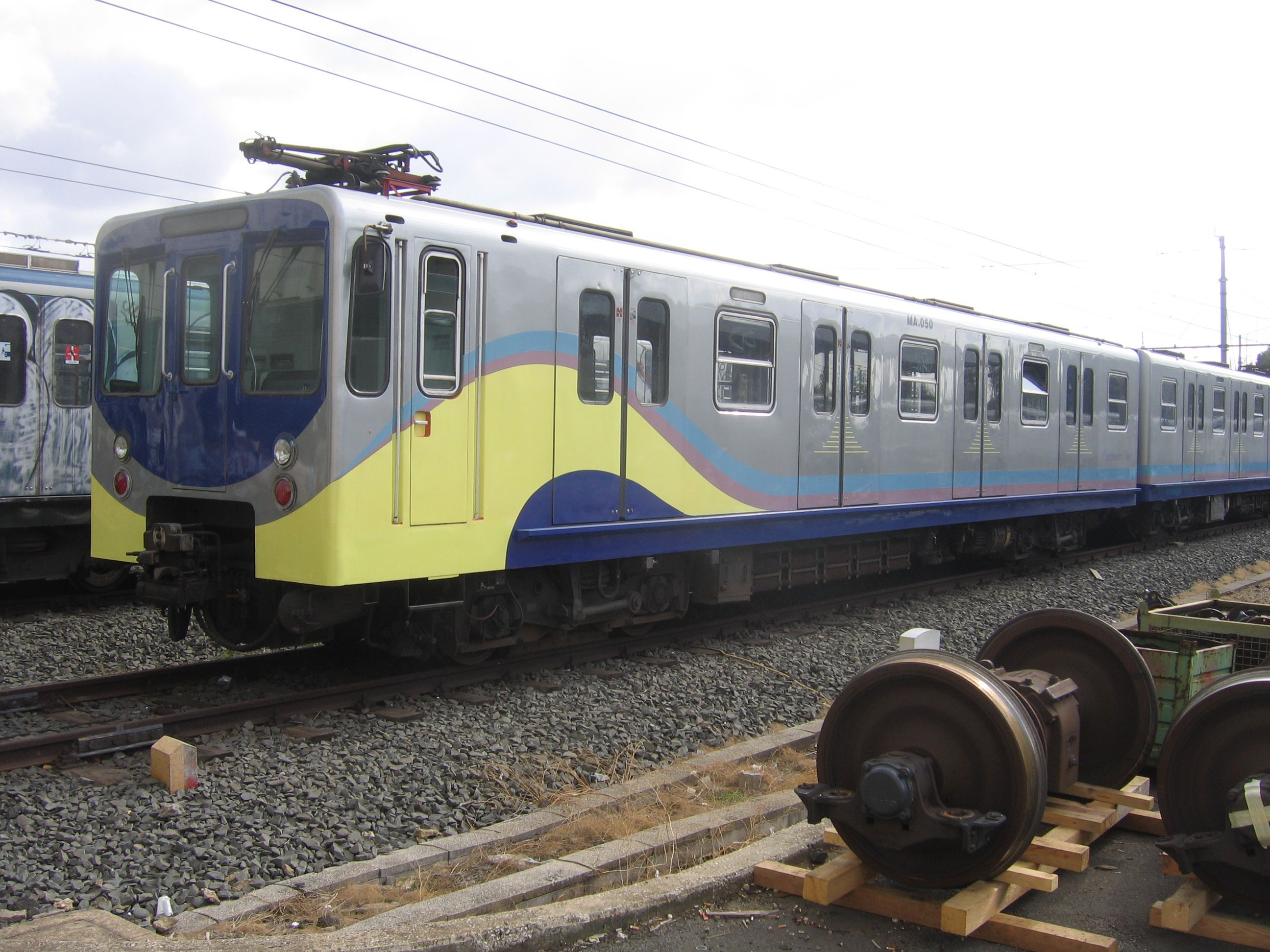
Una Freccia del Mare Serie MA100

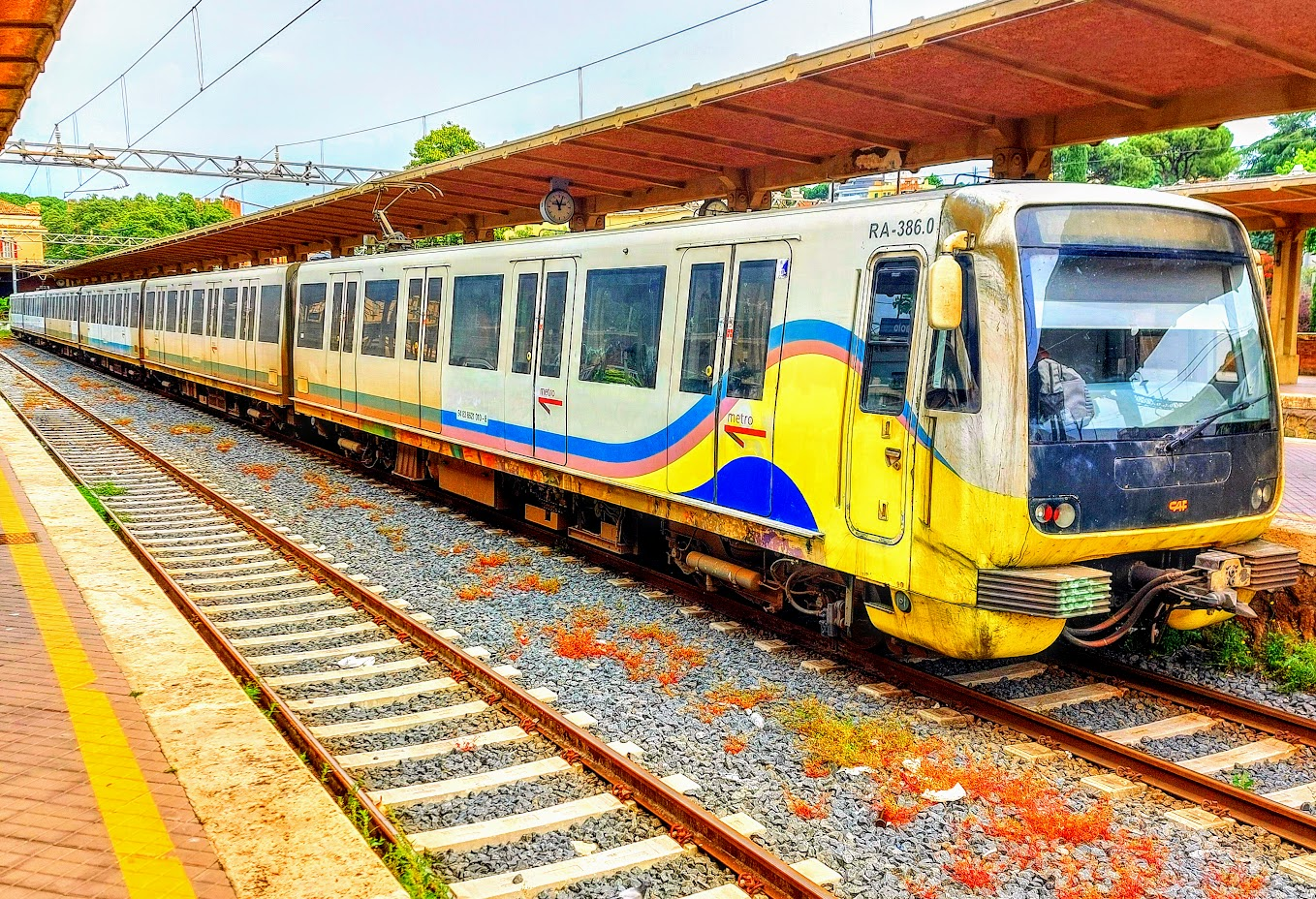
Una Freccia del Mare Serie MA300

Con il nome di Freccia del Mare furono definiti alcuni treni posti in esercizio, dalla fine del 2005, sulla Ferrovia Roma-Lido. Erano caratterizzati da una livrea specifica con fasce in giallo ed in azzurro richiamanti un'onda alle estremità del convoglio; i treni adattati furono quelli delle serie MA100 e MA300.
I convogli MA100, che avevano prestato servizio sulla linea A della metropolitana di Roma, furono ristrutturati dalla stessa società Met.Ro. nella nuova OGR (Officina Grandi Riparazioni) sociale (in seguito ATAC). La serie MA300 è analoga a quella in esercizio sulla linea A.
I convogli di entrambe le serie furono adattati alle differenti caratteristiche della linea del Lido (a standard ferroviario e non metropolitano) rialzandone i pantografi mediante un'opportuna incastellatura per adeguarsi alla linea di contatto più alta e aggiungendo delle pedane laterali per compensare la differente sagoma tra treno e banchina. La prima unità per il servizio Freccia del Mare entrò in servizio il 20 ottobre 2005; la capacità di trasporto persone per unità era prevista in 1240 passeggeri di cui 208 in posti a sedere. L'8 aprile 2008 entrò in servizio il settimo convoglio adattato e revampizzato.
Durante l'estate le Frecce del Mare sono state impiegate, insieme alle altre elettromotrici in esercizio sulla linea, per corse dirette tra Porta San Paolo e Cristoforo Colombo, con fermate intermedie solo nelle stazioni di Lido Centro, Stella Polare e Castel Fusano.
Il progetto delle Frecce del Mare fu fermato nel corso del 2010, mentre erano in corso le lavorazioni sull'undicesimo convoglio dei 19 previsti, a seguito del riscontro di crepe strutturali sulle ralle che erano state modificate per allineare i treni al piano di incarrozzamento della Roma-Lido. Tra il 2010 ed il 2015 furono progressivamente ritirate, lasciando in servizio solo 3 vetture superstiti. L'ultima MA100 "Freccia del Mare" ha prestato servizio fino al 1º Settembre 2018. Dal 2022 al 2024, anche la serie MA300 ha abbandonato questa livrea per adottare la nuova livrea Cotral, previo revamping. L'ultima MA300 "Freccia del Mare" (MA385/386) ha circolato sulla ferrovia fino a dicembre 2024. Il 6 Agosto 2025 il treno rientra in servizio revisionato con la livrea Cotral.